# Not Giving Up
Not Giving Up è un singolo del gruppo musicale pop britannico The Saturdays pubblicato il 4 aprile 2014 come quinto ed ultimo estratto dal quarto album in studio, Living for the Weekend.
Presenta al lato B il singolo Bigger.
Il singolo, scritto da Anthony Egizii, Celetia Martin, David Musumeci, Carl Ryden e Carla Marie Williams, è stato presentato in anteprima nel corso della serie-documentario statunitense Chasing the Saturdays nel gennaio 2013.

## Video
Il video del brano è stato pubblicato sul canale Vevo-YouTube del gruppo il 18 febbraio 2014.

## Tracce
CD singolo
1. Not Giving Up (Radio Mix) - 3:19
2. Bigger - 2:50
3. Not Giving Up (Karaoke Version) - 3:19
4. Leave a Light On (The Collective Radio Edit) - 3:57

## Classifiche
| Classifica (2011) | Posizione massima |
| ----------------- | ----------------- |
| Irlanda           | 26                |
| Scozia            | 15                |
| Regno Unito       | 19                |